# Lorenzo Callegari
Pour les articles homonymes, voir Callegari.
Lorenzo Callegari, né le 27 février 1998 à Meudon, dans les Hauts-de-Seine, est un footballeur français jouant au poste de milieu de terrain aux HFX Wanderers en Première ligue canadienne.
Lorenzo Callegari est d'origine italienne, de la province de Plaisance par son père et de la province de Foggia par sa mère.

## Biographie

### Débuts et formation
Callegari commence à jouer au football dans le club municipal de Clamart, en 2004, avant de rejoindre le CSM Clamart Football en 2007. En 2011, Lorenzo Callegari est repéré par le Paris Saint-Germain lors d'un stage organisé par le club,. En même temps que son coéquipier au CSM Clamart Football, Alec Georgen, Callegari rejoint les équipes de jeunes du Paris Saint-Germain la même année,. Avec les équipes de jeunes du club, Callegari atteint la finale de l'UEFA Youth League 2015-2016 perdue face au Chelsea FC. Blessé à la cheville, il ne participe toutefois pas à ce match. À la fin de cette même saison il est titré champion de France des moins de 19 ans.

### Carrière en club

#### Paris Saint-Germain (2015-2018)
Lorenzo Callegari signe son premier contrat professionnel qui le lie jusqu'en 2018 au Paris Saint-Germain, le 1er juillet 2015.
Callegari joue ses premiers matches avec l'équipe première à l'été 2016, lors de la préparation estivale. Il participe à l'ensemble des matchs amicaux, avec notamment des titularisations convaincantes contre le Real Madrid (3-1) l'Inter Milan (3-1). Il est par ailleurs convoqué par Unai Emery pour le Trophée des champions contre l'Olympique lyonnais, mais n'est finalement pas aligné sur la feuille de match. Fin août, il intègre définitivement le groupe professionnel avec son coéquipier Jonathan Ikoné.
Lorenzo participe à son premier match professionnel avec le Paris Saint-Germain le 30 novembre 2016 au Parc des Princes face à Angers en entrant pour les trois dernières minutes de jeu à la place de Lucas Moura. Callegari est ensuite laissé sur le banc contre Caen lors de dernière journée de Ligue 1. Il ne jouera plus jusqu’à la fin de son contrat.

#### Genoa (2018-2019)
Le 10 juillet 2018, il s'engage pour quatre saisons avec le Genoa, alors qu'il était en fin de contrat avec le Paris Saint-Germain. Il récupère le numéro 27. Évoluant d' abord avec la réserve du Genoa il est prêté pour un an et sans option d'achat à Ternana, club de Serie C, contre une indemnité de prêt de 13 000 euros. Il joue son premier match avec Ternana le 14 octobre 2018, titulaire 63 minutes, face au Virtus Verona. En tout Callegari joue seize rencontres de Serie C et un match de Coppa Serie C.

#### Avranches (2019-2020)
Le 1er août 2019 il s'engage pour deux ans avec l'US Avranches alors qu'il avait intéressé le FC Sochaux-Montbéliard, club de Ligue 2. Lors de sa signature, il retrouve Anthony Beuve, Hicham M'Laab ainsi que Steven Séance qu'il avait connu au centre de formation du PSG. Il retrouve par la suite Alec Georgen et Samuel Essende eux aussi anciens du PSG.

#### FC Chambly (2020-2022)
Le 25 juin 2020 il s'engage pour deux ans avec le FC Chambly.

#### HFX Wanderers (depuis 2023)
Le 11 janvier 2023, les HFX Wanderers annoncent la signature de Lorenzo Callegari pour la saison 2023 de Première ligue canadienne, avec une année supplémentaire en option.

### Carrière internationale

#### Débuts en équipes de jeunes
En 2015, Lorenzo Callegari participe au championnat d'Europe des moins de 17 ans 2015 avec l'équipe de France. Callegari joue son seul match de la compétition lors de la finale disputée face à l'Allemagne. Les Bleuets sont sacrés champions d'Europe après une victoire quatre buts à un et un triplé d'Odsonne Édouard, notamment. Quelques mois plus tard, Callegari participe au tournoi international de Lafarge Foot Avenir avec l'équipe de France des moins de 18 ans. L'équipe remporte le tournoi après une victoire six buts à zéro face à l'Australie à laquelle Callegari participe. En octobre, Callegari est appelé pour pallier le forfait de Jean-Victor Makengo pour la coupe du monde des moins de 17 ans 2015. Il dispute une rencontre lors de la phase de groupes de la compétition, face à la Syrie, mais l'équipe de France est éliminé dès le tour suivant par le Costa Rica.

## Statistiques
| Saison                | Club                  | Championnat           | Championnat | Championnat | Championnat | Coupe nationale | Coupe nationale | Coupe nationale | Coupe de la Ligue | Coupe de la Ligue | Coupe de la Ligue | Supercoupe | Supercoupe | Supercoupe | Compétition(s) continentale(s) | Compétition(s) continentale(s) | Compétition(s) continentale(s) | Compétition(s) continentale(s) | Total | Total | Total |
| Saison                | Club                  | Division              | M.          | B.          | P.d.        | M.              | B.              | P.d.            | M.                | B.                | P.d.              | M.         | B.         | P.d.       | Comp.                          | M.                             | B.                             | P.d.                           | M.    | B.    | P.d.  |
| 2016-2017             | Paris Saint-Germain   | Ligue 1               | 1           | 0           | 0           | -               | -               | -               | -                 | -                 | -                 | -          | -          | -          | C1                             | -                              | -                              | -                              | 1     | 0     | 0     |
| 2017-2018             | Paris Saint-Germain   | Ligue 1               | -           | -           | -           | -               | -               | -               | -                 | -                 | -                 | -          | -          | -          | C1                             | -                              | -                              | -                              | 0     | 0     | 0     |
| Sous-total            | Sous-total            | Sous-total            | 1           | 0           | 0           | -               | -               | -               | -                 | -                 | -                 | -          | -          | -          | -                              | -                              | -                              | -                              | 1     | 0     | 0     |
| 2018-2019             | Genoa CFC             | Serie A               | -           | -           | -           | -               | -               | -               | -                 | -                 | -                 | -          | -          | -          | -                              | -                              | -                              | -                              | 0     | 0     | 0     |
| 2018-2019             | Ternana UC (prêt)     | Serie C               | 16          | 0           | 0           | 1               | 0               | 0               | -                 | -                 | -                 | -          | -          | -          | -                              | -                              | -                              | -                              | 17    | 0     | 0     |
| 2019-2020             | US Avranches          | National              | 17          | 0           | 0           | -               | -               | -               | -                 | -                 | -                 | -          | -          | -          | -                              | -                              | -                              | -                              | 17    | 0     | 0     |
| 2020-2021             | FC Chambly            | Ligue 2               | 10          | 0           | 0           | 1               | 0               | 0               | -                 | -                 | -                 | -          | -          | -          | -                              | -                              | -                              | -                              | 11    | 0     | 0     |
| 2021-2022             | FC Chambly            | National              | 20          | 0           | 0           | 3               | 1               | 0               | -                 | -                 | -                 | -          | -          | -          | -                              | -                              | -                              | -                              | 23    | 1     | 0     |
| Sous-total            | Sous-total            | Sous-total            | 30          | 0           | 0           | 4               | 1               | 0               | -                 | -                 | -                 | -          | -          | -          | -                              | -                              | -                              | -                              | 34    | 1     | 0     |
| 2023                  | HFX Wanderers         | PLCan                 | 27          | 0           | 1           | 1               | 0               | 0               | -                 | -                 | -                 | -          | -          | -          | -                              | -                              | -                              | -                              | 28    | 0     | 1     |
| 2024                  | HFX Wanderers         | PLCan                 | 25          | 0           | 3           | 1               | 0               | 0               | -                 | -                 | -                 | -          | -          | -          | -                              | -                              | -                              | -                              | 26    | 0     | 3     |
| 2025                  | HFX Wanderers         | PLCan                 | 5           | 0           | 0           | -               | -               | -               | -                 | -                 | -                 | -          | -          | -          | -                              | -                              | -                              | -                              | 5     | 0     | 0     |
| Sous-total            | Sous-total            | Sous-total            | 57          | 0           | 4           | 2               | 0               | 0               | -                 | -                 | -                 | -          | -          | -          | -                              | -                              | -                              | -                              | 59    | 0     | 4     |
| Total sur la carrière | Total sur la carrière | Total sur la carrière | 121         | 0           | 4           | 7               | 1               | 0               | -                 | -                 | -                 | -          | -          | -          | -                              | -                              | -                              | -                              | 128   | 1     | 4     |

## Palmarès

### En club
Paris Saint-Germain U19
- Champion National U19 en 2016

 Paris Saint-Germain
- Vice-champion de Ligue 1 en 2017

### En sélection nationale
Lorenzo Callegari remporte le championnat d'Europe des moins de 17 ans avec l'équipe de France puis remporte le tournoi international de Lafarge Foot Avenir avec l'équipe de France moins de 18 ans, en septembre 2015.